# Wesseler (Unternehmen)
Koordinaten: 52° 1′ 3,7″ N, 7° 26′ 34,7″ O

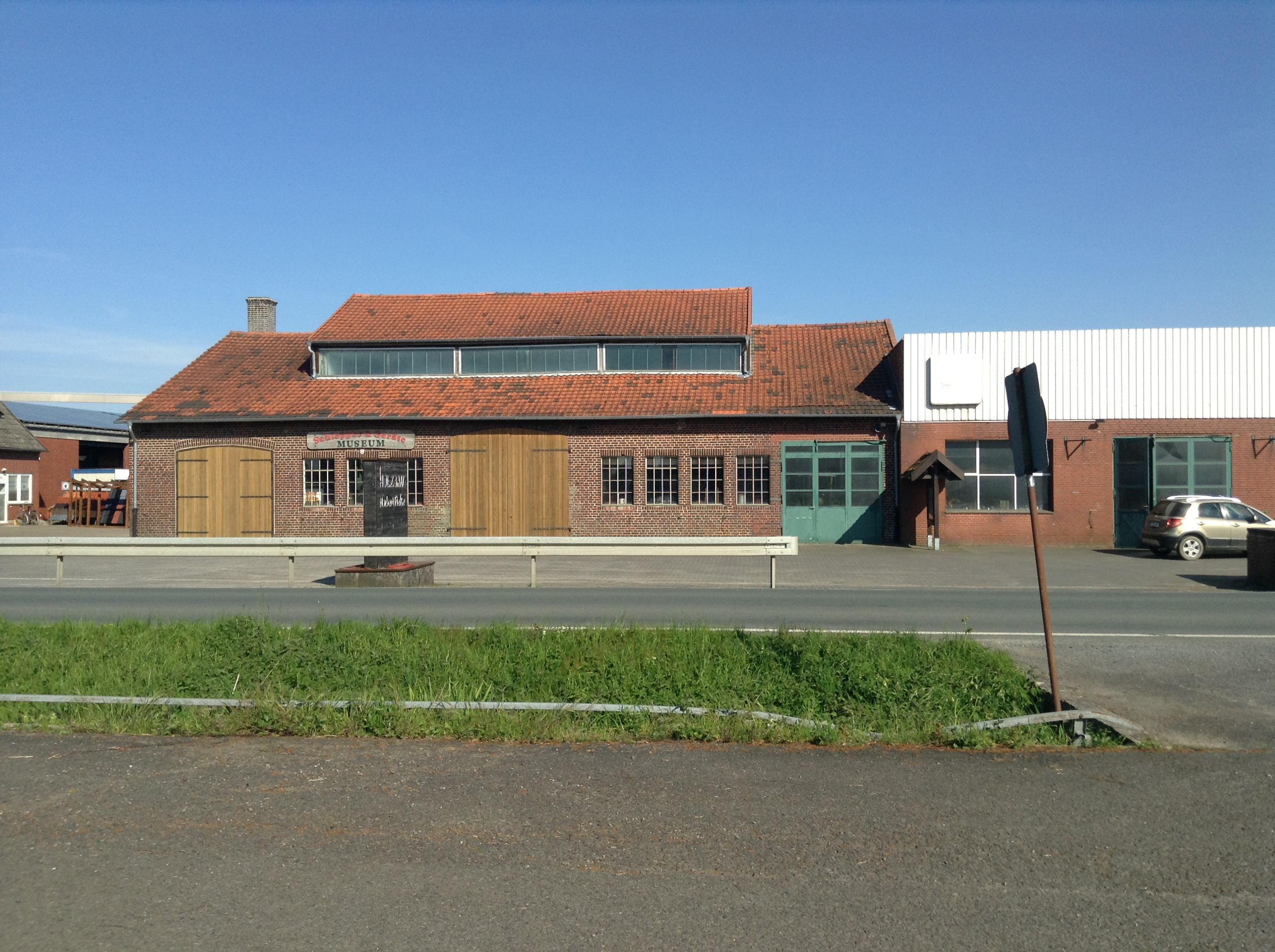
Ehemalige Werkshalle von Wesseler, heute ein Museum

Wesseler war ein im Bereich der Landtechnik tätiges Unternehmen aus dem westfälischen Altenberge. Als Schmiede im 19. Jahrhundert gegründet und bereits in den 1930er-Jahren auf Landwirtschaftstechnik spezialisiert, entwickelte sich die H. Wesseler oHG während der Industrialisierungswelle der Nachkriegslandwirtschaft zu einem bedeutenden Schlepperhersteller. Insgesamt wurden zwischen 1936 und 1966 rund 3600 Schlepper gebaut. Während in Deutschland für die Traktoren der Markenname Wesseler benutzt wurde, wurden in den Niederlanden und in Belgien vor allem die Markennamen Feldmeister und Vewema benutzt. Nach dem Nachlassen des Schlepperbooms wurde die Schlepperproduktion eingestellt und als H. Wesseler KG bis 1988 ein Landmaschinenhandel geführt.

## Geschichte

### Anfangszeit bis zur Währungsreform
1879 erwarb Bernhard Wesseler aus Darup (heute Ortsteil von Nottuln) im Münsterland ein Gebäude mit umliegendem Land in der Kümperheide von Altenberge (Bauerschaft Kümper). Er betrieb dort Landwirtschaft und richtete eine Schmiede ein. Diese wurde 1909 erstmals erweitert. Bernhard Wesselers Sohn, Heinrich Wesseler (1886–1966), trat 1911 oder 1912 in den Betrieb ein und begann neben der Ausführung von Schmiedearbeiten mit dem Aufbau einer Landmaschinenreparaturwerkstatt und eines Landmaschinenhandels. Bis 1936 war der größte Konkurrent Schmitz (später Schmitz Cargobull), von dem in diesem Jahr die Landtechnikersatzteile aufgekauft wurden, Schmitz konzentrierte sich fortan auf den Anhängerbau. Im selben Jahr wurden etwa 12 Fachkräfte eingestellt und der erste Schlepper-Prototyp in Rahmenbauweise mit verdampfungsgekühltem Motor hergestellt. Dieser Prototyp war 1938 so weit verbessert, dass ihn Wesseler der Öffentlichkeit präsentierte. Es wurden bis 1940 höchstens 20 Schlepper gebaut, die diesem Prototyp entsprachen. Heute existiert von diesen Prototypen keiner mehr. Kerngeschäft waren aber weiterhin Schmiedearbeiten, der Schlepperbau wurde erst später das Kerngeschäft Wesselers; 1939 wurde das Firmengelände um eine neue Schmiede erweitert.
Während des Zweiten Weltkrieges wurde ein Teil der Wesseler-Belegschaft zum Wehrdienst eingezogen, zeitweilig waren auch zwei polnische Zwangsarbeiter bei Wesseler. Während des Zweiten Weltkrieges wurde die Schlepperproduktion eingestellt. Zur Anfangszeit des Zweiten Weltkrieges war man bei Wesseler vor allem mit der Reparatur von Fahrrädern beschäftigt. Nach Kriegsende gab es eine große Materialknappheit, sodass zunächst aus alten Militärlastwagen unter einfachsten Bedingungen behelfsmäßig einige Fahrzeuge mit Holzgasmotor gebaut wurden. Die reguläre Schlepperfertigung in Blockbauweise begann erst nach der Währungsreform 1948, zu diesem Zeitpunkt arbeiteten 10 Mitarbeiter in der Firma.

### Wirtschaftlicher Aufschwung mit dem Schlepperboom
Der wirtschaftliche Aufschwung Wesselers begann mit der Währungsreform. Wesseler profitierte von der großen Schleppernachfrage zu Beginn der 1950er-Jahre. Zu dieser Zeit arbeiteten die Söhne Heinrich Wesselers, Ludger (1928–2010) und Paul (1933–2001), bereits im Betrieb. Zunächst war geplant, eine Vertretung für Fahr zu übernehmen, was an Lieferschwierigkeiten Fahrs scheiterte. So wurden außer Fahr-Schleppern auch andere Fabrikate verkauft, unter anderem Normag und Schlüter; Wesseler bot aber auch weiterhin Eigenproduktionen an. In den folgenden Jahren schloss Wesseler mit dem Erntemaschinenhersteller Claas einen Vertrag und wurde zur Claas-Vertretung, Claas-Maschinen wurden fortan bei Wesseler verkauft und repariert. Der Schwerpunkt verlagerte sich immer weiter zum Schlepperbau, 1952 wurde auf dem Betriebsgelände eine Landmaschinenschlosserei neuerrichtet, die 1959 einen Anbau bekam. Außer Schleppern produzierte Wesseler auch Emaillewaren. Außerdem gab es auf dem Wesseler-Gelände auch eine BP-Tankstelle.
Ein bedeutendes Ereignis war die DLG-Ausstellung 1949 in Frankfurt, auf der der erste MWM-Dieselmotor gekauft wurde. Zuvor hatte Wesseler vor allem Deutz-Motoren verwendet, die sich jedoch aufgrund schlechter Motorölqualität als nicht standfest erwiesen hatten, MWM-Motoren stellten sich hingegen auch für den Betrieb mit schlechtem Motoröl als geeignet heraus. Fortan wurden MWM-Motoren in Wesseler-Schleppern Standard, Wesseler bot ab 1953 jeden Schleppertyp sowohl mit wasser-, als auch mit luftgekühltem MWM-Motor gleicher Nennleistung an. Anfangs waren die Motoren mit einem Prometheus-Getriebe kombiniert, bis Wesseler Mitte der 1950er-Jahre auf ZF-Klauengetriebe umstellte. Diese Getriebe galten wie die MWM-Motoren mit Direkteinspritzung als fortschrittlich.
Bald war Wesseler auch selbst Aussteller auf verschiedenen Messen und baute ein umfangreiches Vertriebsnetz auf, es wurde eine Firmenzweigstelle in Saerbeck eröffnet. Hauptabsatzmarkt waren das Münsterland bis hin zum Oldenburger Land und die Beneluxstaaten. In den Niederlanden wurden Schlepper von Wesseler in oranger Lackierung unter der Marke Feldmeister verkauft. Vor allem die 20-PS-Leistungsklasse war in den Niederlanden gefragt, rund 800 Feldmeister wurden abgesetzt. In Belgien waren leistungsstärkere Modelle gefragt. In den Weinbauregionen in Eifel und Mosel konnten auch einige Traktoren verkauft werden, hier waren überwiegend Einzylindermodelle mit bis zu 15 PS und Schmalspurausführung für den Weinbau gefragt. Auch in Hessen und in Frankreich konnten Wesseler-Traktoren abgesetzt werden.

### Wirtschaftlicher Höhepunkt und Niedergang
Im Jahr 1958 waren bei Wesseler 60 Mitarbeiter beschäftigt, die im Zweischichtsystem arbeiteten. Diese Mitarbeiterzahl erhöhte sich zunächst auf etwa 80 und erreichte 1960 mit 120 ihren Höhepunkt. Die Mitarbeiter kamen überwiegend aus Altenberge und Umgebung, teilweise auch aus den Beneluxstaaten. Anfang der 1950er-Jahre bauten einige Mitarbeiter auf Wesseler-Land nahe dem Firmengelände Wohnhäuser, Wesseler selbst baute 1962 dort ebenfalls Firmenwohnungen. In der zweiten Hälfte der 1950er-Jahre, auf dem Höhepunkt der Firmenentwicklung, wurde täglich ein Schlepper gebaut. Trends, wie dem Geräteträger, konnte Wesseler zunächst folgen, doch versäumte die neue Firmenleitung unter der Doppelspitze Ludger und Paul Wesseler die Investition in moderne Fertigungsmaschinen. Die daraus resultierende teure personalintensive Fertigung war nicht wettbewerbsfähig, sodass Wesseler schließlich Insolvenz anmelden musste, die Schlepperfertigung wurde 1966 eingestellt, in diesem Jahr arbeiteten noch 70 Angestellte bei Wesseler. Am 6. Juni 1967 wurde der letzte Schlepper, ein WL 222 ausgeliefert. Mit den rund 3600 hergestellten Schleppern belegt Wesseler – noch heute – gemessen am Fahrzeugausstoß den vierten Platz der größten Schlepperhersteller des Landes NRW.
Bereits vor der Insolvenz fanden Ende 1965 erste Krisengespräche zur Firmenneuausrichtung statt. Die Schlepperproduktion sollte eingestellt und Wesseler zur Fiat-Vertretung umgestaltet werden. Dies geschah vor allem auf Bestreben Paul Wesselers. Wesseler wurde daraufhin eine Kommanditgesellschaft. Zunächst entwickelte sich nach der Fertigungseinstellung 1966 das reine Verkaufs- und Vertriebsgeschäft hervorragend, sodass das Firmengelände 1973 um eine neue Unterstellhalle für Landmaschinen erweitert wurde, die 1982 vergrößert wurde. Zeitweilig war Wesseler der zweitgrößte Fiat-Händler Deutschlands. Doch gegen Ende der 1980er-Jahre zeichnete sich ab, dass die Kosten für das Ersatzteillager und das Personal zu hoch waren. Am 4. Februar 1988 wurde nach mehr als 2000 verkauften Fiatschleppern erneut Konkurs angemeldet. Der Betrieb Wesseler hörte endgültig auf zu existieren. Im Jahr 1995 wurde die Firma Agrartechnik Altenberge gegründet, die den Betrieb auf dem Wesseler-Gelände bis 2003 weiterführte, ehe sie an ihren jetzigen Standort umzog. Die Produktionshallen standen einige Zeit leer, seit 2004 ist dort das Schlepper- und Geräte-Museum Altenberge eingerichtet. Seit dem 20. Mai 2010 stehen sie unter Denkmalschutz. Von der Eigentümerfamilie wurde die Wesselerfabrik im 2017 an einen privaten Investor verkauft. Der Verein musste daraufhin den Museumsbestand auflösen. Der Verein hat jetzt die ehem. Schmiede gemietet und einige Wesseler-Schlepper ausgestellt.

## Vertrieb

### Markennamen

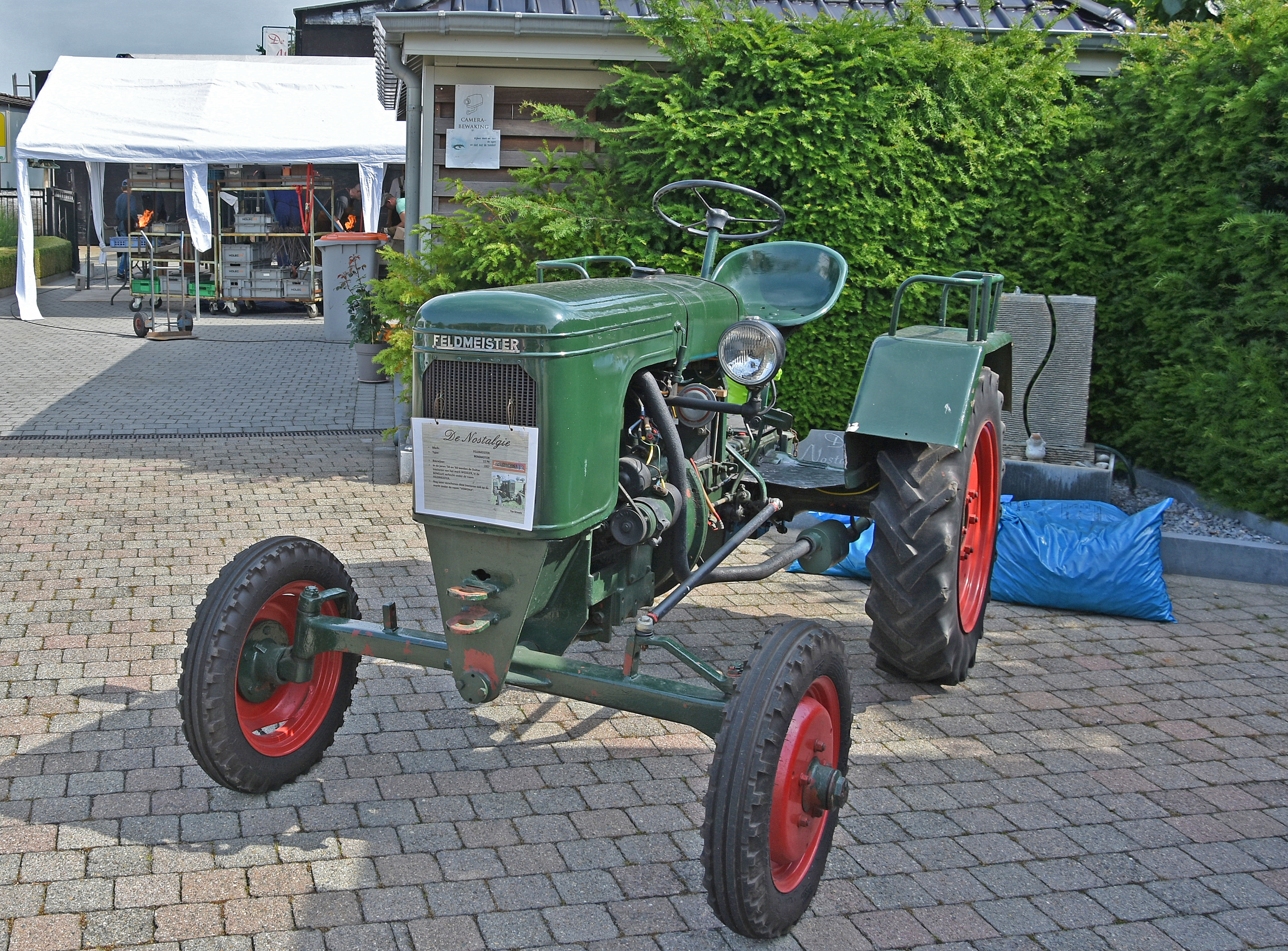
Wesseler W 15 als Feldmeister

Wesseler-Schlepper wurden in Deutschland unter den Markennamen Wesseler vertrieben, Geräteträger hießen Wesseler Ackermeister. In den Niederlanden und Belgien wurde überwiegend die Marke Feldmeister benutzt, insgesamt konnten rund 800 Feldmeister abgesetzt werden. Darüber hinaus erfolgte der Vertrieb in Belgien auch unter den Markennamen Ackermeister (allerdings nicht nur für die Geräteträger und ohne den Namen Wesseler) und Wesseler-Benz. Benz ist eine Anlehnung an den MWM-Motor, da MWM ursprünglich die 1922 aus der Firma Benz & Cie. ausgegliederte Motorensparte war. In den Niederlanden wurden auch die Markennamen Vewema und Westfalia benutzt. Der Name richtete sich vor allem nach dem Importeur.

### Wesseler-Vertretungen und -Händler
In Deutschland wurden Wesseler-Schlepper für Preise von 5.000 bis 10.000 DM angeboten. Wesseler betrieb selbst neben der Filiale im Stammwerk Altenberge von 1966 an eine Filiale in Saerbeck. Nicht von Wesseler selbst geführte Wesseler-Vertretungen- bzw. Vertragshändler waren unter anderem folgende:
- Hausberger in Trier
- Wirtz in Gangelt
- Weitz in Linnich
- Goudland Tractorploegenfabriek in Echt / Niederlande
- Roefs’ Machinenhandel in Venlo / Niederlande, Markenname Westfalia
- Vewema N.V. in Gorinchem / Niederlande, Markenname Vewema
- Etienne Decaupere Landbouwmachienenfabrik in Lichtervelde / Belgien, Vertrieb in Belgien und Luxemburg, Markenname Feldmeister sowie Wesseler, bis 1954
- Vanderpere in Lichtervelde / Belgien, Markenname Wesseler-Benz, ab 1954
- Gebr. Timmermans P.V.B.A. in Tielt / Belgien, Markenname Ackermeister
- Coöp. Centrale Vereinigung Landbouwbelang G.A. in Roermond / Niederlande, hier wurden Schlepper folgender Leistungsklassen unter dem Markennamen Feldmeister verkauft:

- 12 PS (9 kW) für DM 4.295
- 18 PS (13 kW) für DM 5.045
- 24 PS (17 kW) für DM 5.990
- 28 PS (21 kW) für DM 7.085
- 36 PS (26 kW) für DM 8.010
- 40 PS (29 kW) für DM 10.250

## Schlepperproduktion
Vor dem Zweiten Weltkrieg wurden Schlepper mit verdampfungsgekühlten Motoren in Rahmenbauweise und in kleiner Stückzahl gefertigt, deren Motorleistung in PS nach dem Namen Wesseler als Modellbezeichnung verwendet wurde. Dieses System wurde bis in die 1950er-Jahre beibehalten. Wie auch bei anderen Herstellern jener Zeit üblich, wurden für die Schlepperfertigung Motor und Getriebe von Fremdfirmem bezogen, während Achsen, Hydraulikanlage und Blechteile von Wesseler selbst hergestellt wurden. Anfangs wurden auch Anhängerkupplungen selbst gebaut, die nach Einführung der TÜV-Prüfung von Schmitz zugekauft wurden. Zunächst baute Wesseler die Schlepper auf Bestellung, dann auf Vorrat. Die Schlepper zeichneten sich durch eine umfangreiche Serienausstattung (wie zum Beispiel elektrische Anlasser und Batterie) aus, die auf Kundenwunsch umfassend erweitert wurde, etwa durch Frontlader, Dreipunktkraftheber oder Verdecke. Die einzelnen Wesseler-Typen waren so nur erweiterbare Grundmodelle im umfangreichen Typenprogramm, das nahezu jeden Schlepper der Leistungsklasse von 12 bis 60 PS (8,8 bis 44,1 kW) umfasste. Eine richtige Großserienfertigung gab es bei Wesseler nicht, ebenso wenig wie technische Zeichnungen oder Baupläne, nach denen die Schlepper zusammengebaut wurden. Auch wurden keine Patente angemeldet. Heute sind in Deutschland noch ungefähr 300 Wesseler für den Straßenverkehr zugelassen.

### Typenschlüssel

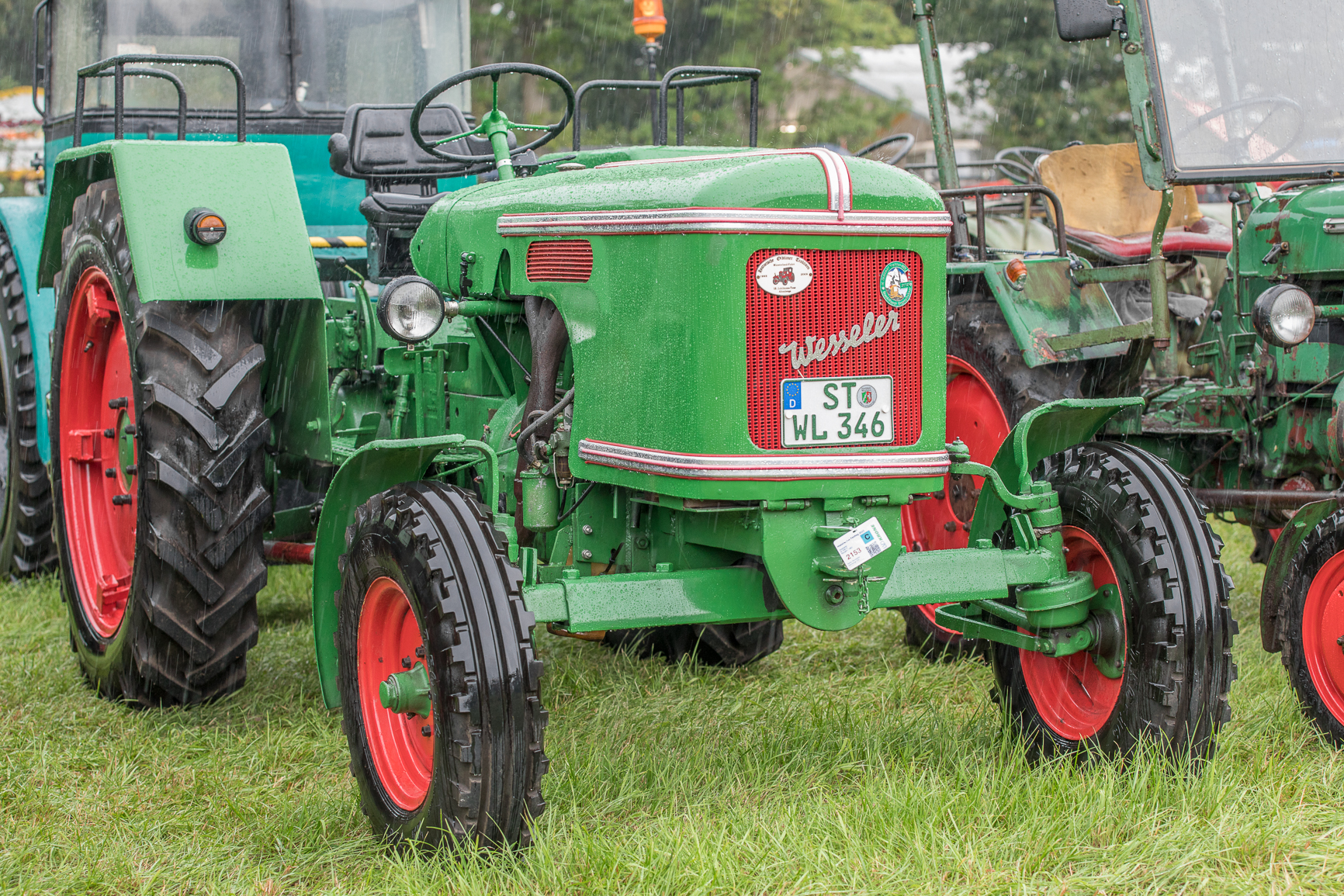
Wesseler W 346 E

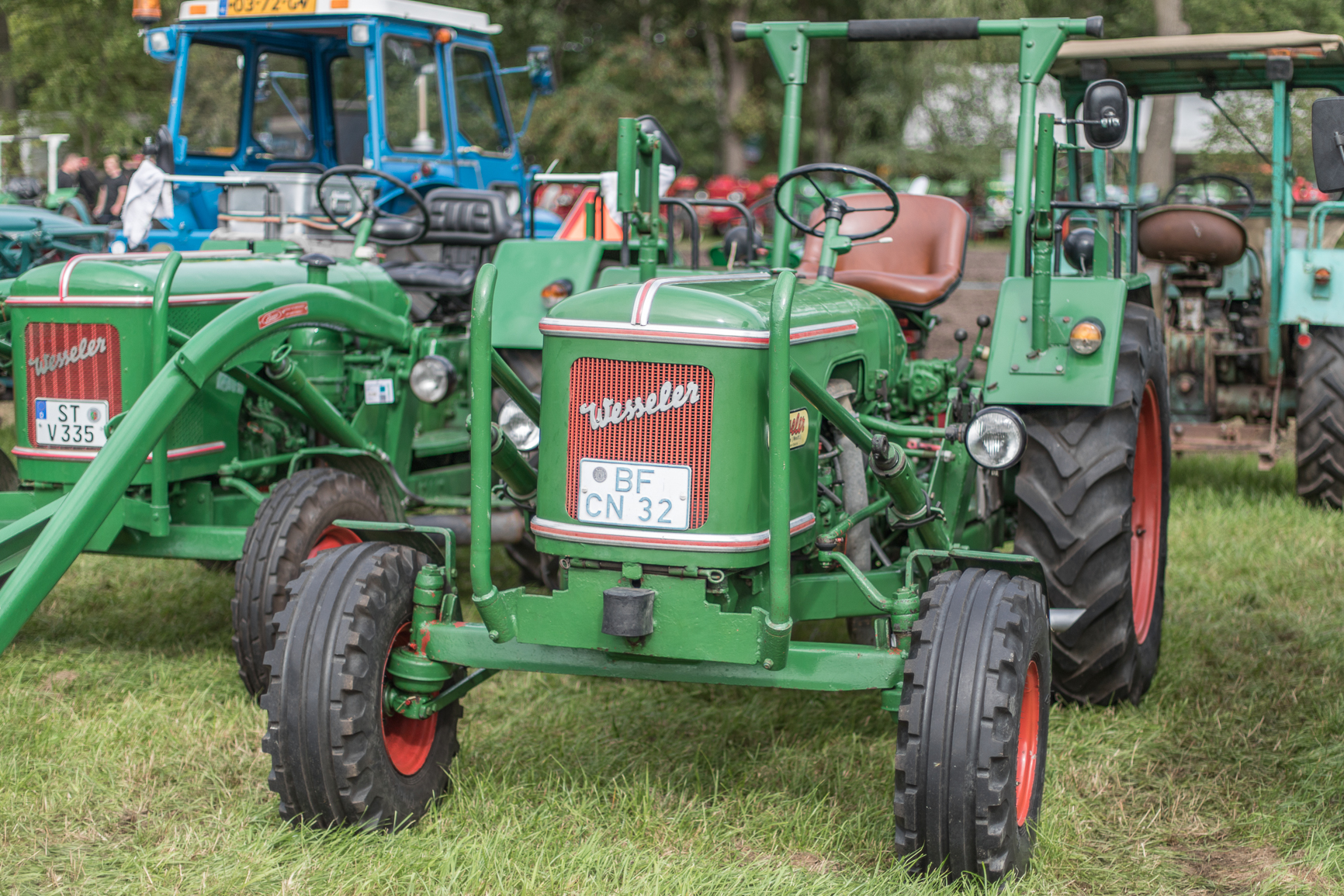
Wesseler WL 30

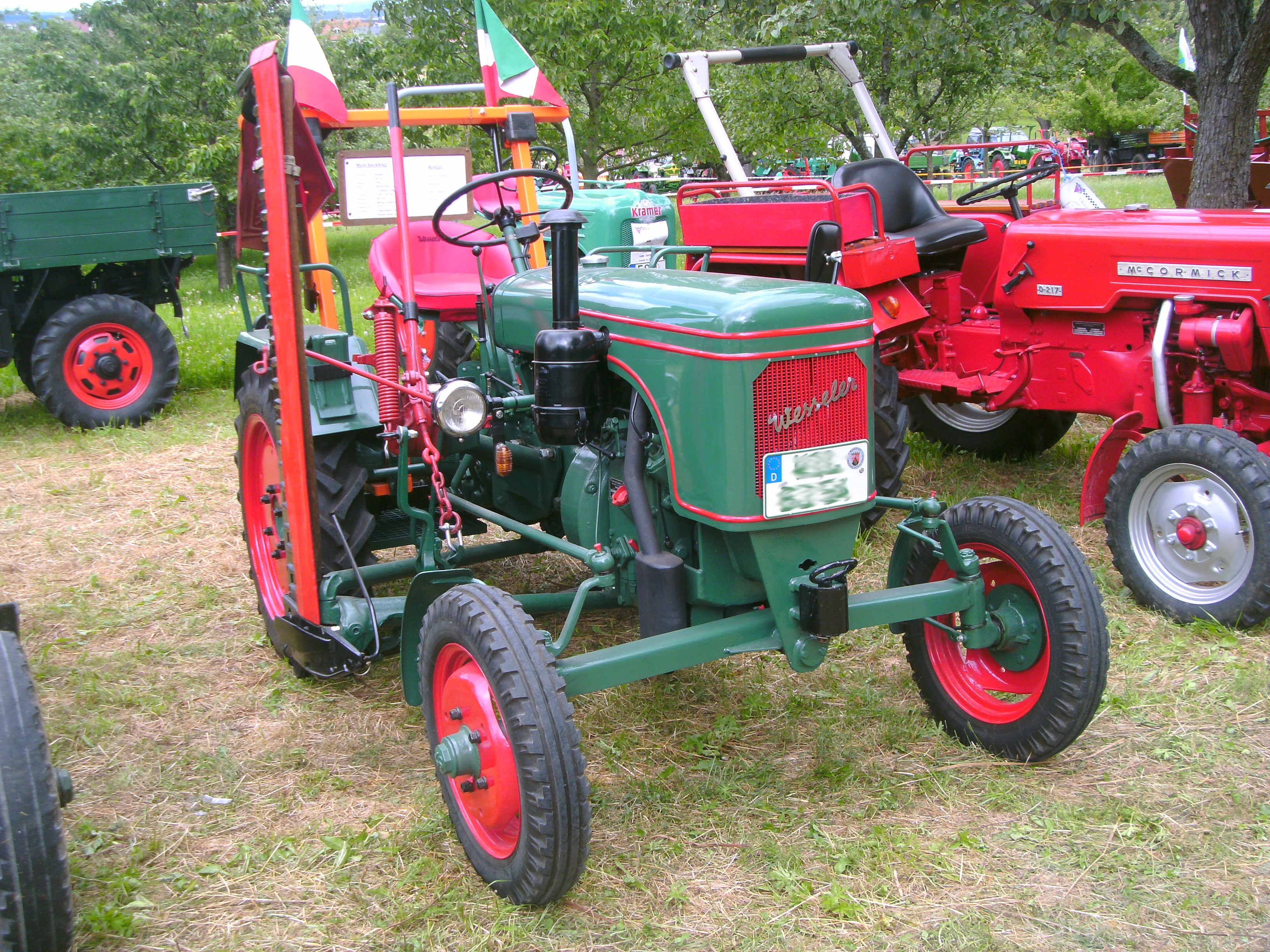
Wesseler WL 12

Die Typenbezeichnung bestand wie oben beschrieben zunächst nur aus der PS-Zahl. Dieser Zahl wurde nach der Einführung der luftgekühlten Motoren in die Modellpalette 1953 ein W für Wesseler wassergekühlt vorangestellt. Luftgekühlte Modelle erhielten ein L hinzu, dem später ein G für die unter der Marke Ackermeister vertriebenen Geräteträger folgen konnte. Ein S steht für Schmalspurschlepper. Nach der PS-Zahl konnte ein weiterer Kennbuchstabe folgen, L kennzeichnet eine Langversion mit längerem Zwischenstück, H eine Hochradversion und E eine Extra-Ausführung. Wenn die PS-Zahl dreistellig ist, handelt es sich bei der ersten Ziffer um die Zylinderanzahl des Motors und bei den darauffolgenden Ziffern um die PS-Leistung, diese dreistelligen Ziffern wurden vor allem bei späteren Modellen mit neuen Motorenmodellen verwendet.
Beispiel des Typenschlüssels am W 12 (Bild rechts)
- W 12 (wassergekühlt, 12 PS)
- W 12 E (wassergekühlt, 12 PS, Extra-Ausführung)
- W 12 H (wassergekühlt, 12 PS, Hochrad-Ausführung)
- WL 12 (luftgekühlt, 12 PS)
- WLG 12 (luftgekühlter Geräteträger, 12 PS)
- WLS 12 (luftgekühlter Schmalspurschlepper, 12 PS)

Ein WL 12 L oder W 112 wurde nie gebaut, allerdings gab es andere Wesseler-Typen mit dreistelliger PS-Zahl und/oder langem Zwischenstück.

### Lackierungen

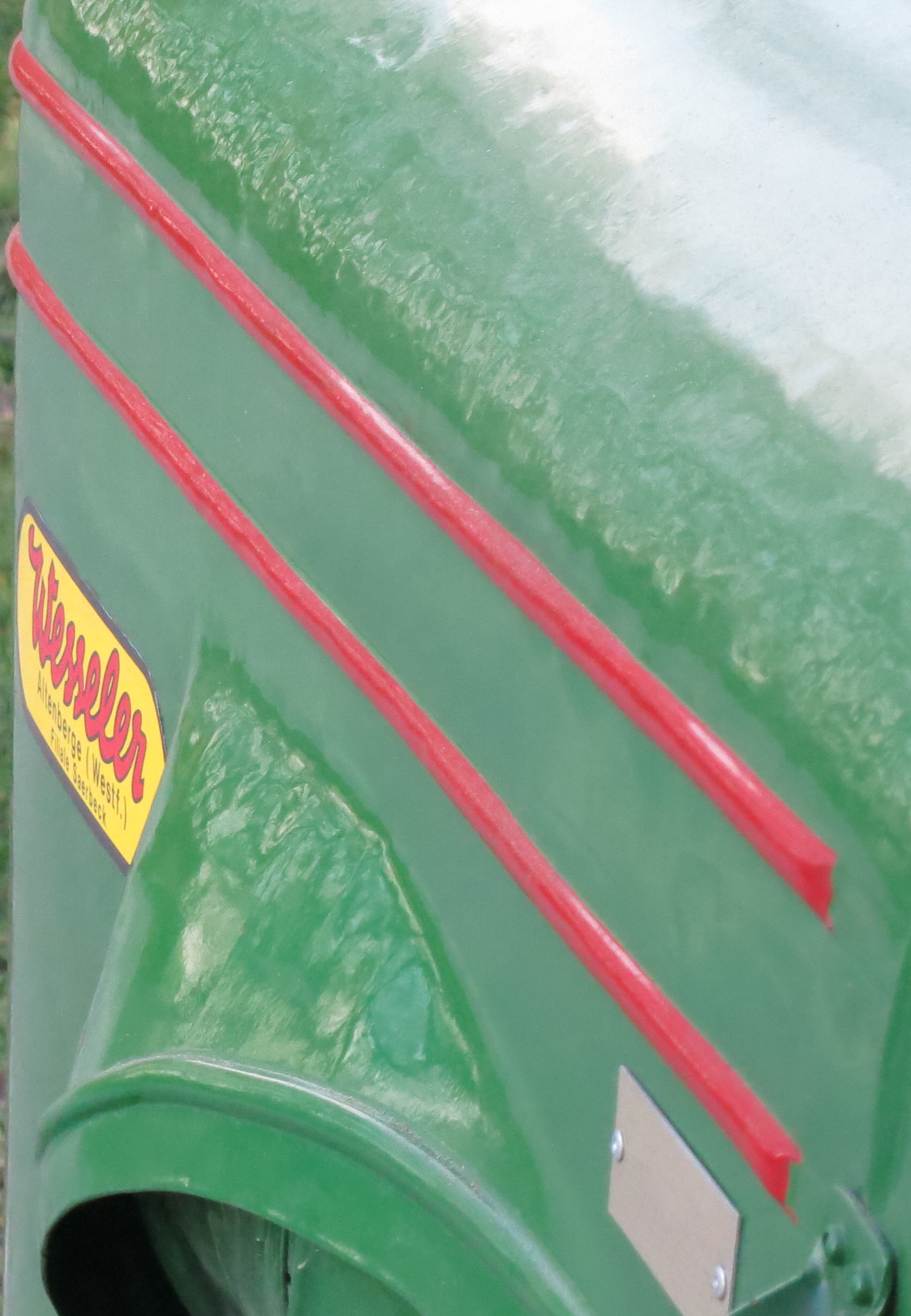
Lackierung eines Wesselers

Bis 1953 wurden die unter der Marke Wesseler verkauften Schlepper in einem blau-grauen Farbton mit roten Zierstreifen lackiert, die Räder erhielten einen ebenfalls roten Anstrich. Ab 1954 wurde der laubgrüne Farbton verwendet, der Zierstreifen- und Felgenfarbton wurde beibehalten. Unter der Marke Vewema wurde ein enzianblauer Farbton gewählt, Feldmeister erhielten eine orangefarbene Lackierung. Wesseler verwendete Nitrozelluloselacke.
Markenname Wesseler, bis 1953
| Aufbau: graublau | Räder: feuerrot |

Markenname Wesseler, ab 1954
| Aufbau: laubgrün | Räder: feuerrot |

Markenname Feldmeister
| Aufbau: blutorange | Räder: goldgelb |

Markenname Feldmeister
| Aufbau: reinorange | Räder: zinkgelb |

Markenname Vewema
| Aufbau: enzianblau | Räder: feuerrot |